# Single numer jeden w roku 2009 (USA)

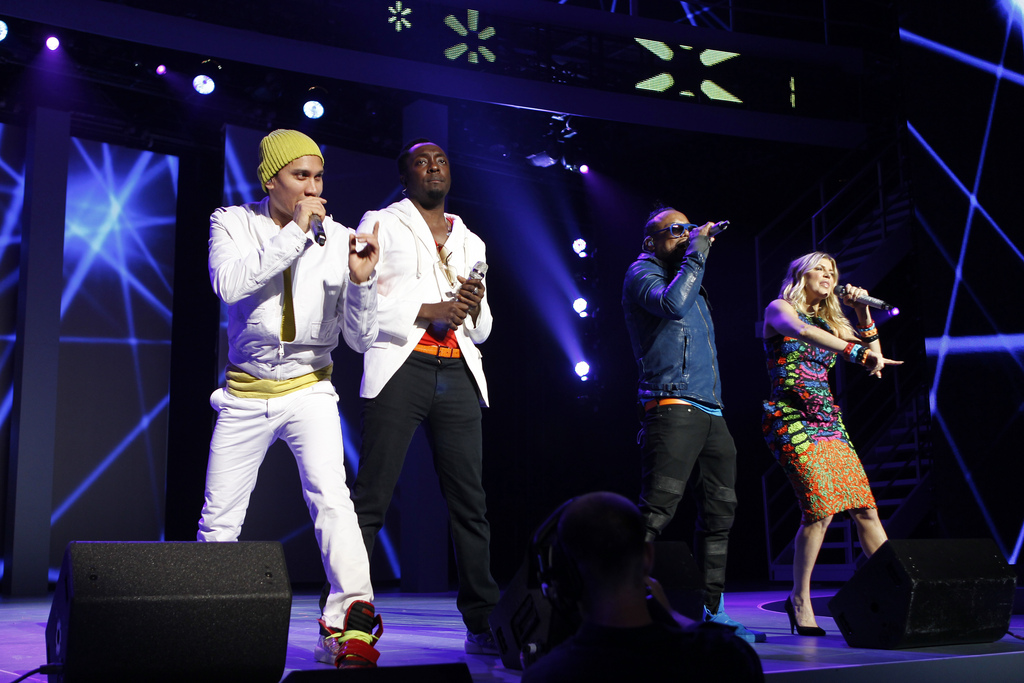
Grupa Black Eyed Peas podczas koncertu w 2011 roku

Notowanie Billboard Hot 100 przedstawia najlepiej sprzedające się single w Stanach Zjednoczonych. Publikowane jest ono przez magazyn Billboard, a dane kompletowane są przez Nielsen SoundScan w oparciu o cotygodniowe wyniki sprzedaży cyfrowej oraz fizycznej singli, a także częstotliwość emitowania piosenek na antenach stacji radiowych.
Utworem najdłużej notowanym na szczycie listy w roku 2009 był „I Gotta Feeling” grupy hip-hopowej The Black Eyed Peas – nieprzerwanie przez 14 tygodni. Drugim był „Boom Boom Pow”, który spędził na szczycie 12 tygodni.

## Historia notowania
| Data publikacji | Piosenka                           | Artysta                       | Źródła        |
| --------------- | ---------------------------------- | ----------------------------- | ------------- |
| 3 stycznia      | "Single Ladies (Put a Ring on It)" | Beyoncé                       | [ 1 ]         |
| 10 stycznia     | "Single Ladies (Put a Ring on It)" | Beyoncé                       | [ 2 ]         |
| 17 stycznia     | "Just Dance"                       | Lady Gaga feat. Colby O’Donis | [ 3 ]         |
| 24 stycznia     | "Just Dance"                       | Lady Gaga feat. Colby O’Donis | [ 4 ]         |
| 31 stycznia     | "Just Dance"                       | Lady Gaga feat. Colby O’Donis | [ 5 ]         |
| 7 lutego        | "My Life Would Suck Without You"   | Kelly Clarkson                | [ 6 ]         |
| 14 lutego       | "My Life Would Suck Without You"   | Kelly Clarkson                | [ 7 ]         |
| 21 lutego       | "Crack a Bottle"                   | Eminem, Dr. Dre i 50 Cent     | [ 8 ]         |
| 28 lutego       | "Right Round"                      | Flo Rida                      | [ 9 ]         |
| 7 marca         | "Right Round"                      | Flo Rida                      | [ 10 ]        |
| 14 marca        | "Right Round"                      | Flo Rida                      | [ 11 ]        |
| 21 marca        | "Right Round"                      | Flo Rida                      | [ 12 ]        |
| 28 marca        | "Right Round"                      | Flo Rida                      | [ 13 ]        |
| 4 kwietnia      | "Right Round"                      | Flo Rida                      | [ 14 ]        |
| 11 kwietnia     | "Poker Face"                       | Lady Gaga                     | [ 15 ]        |
| 18 kwietnia     | "Boom Boom Pow"                    | The Black Eyed Peas           | [ 16 ] [ 17 ] |
| 25 kwietnia     | "Boom Boom Pow"                    | The Black Eyed Peas           | [ 18 ]        |
| 2 maja          | "Boom Boom Pow"                    | The Black Eyed Peas           | [ 19 ]        |
| 9 maja          | "Boom Boom Pow"                    | The Black Eyed Peas           | [ 20 ]        |
| 16 maja         | "Boom Boom Pow"                    | The Black Eyed Peas           | [ 21 ]        |
| 23 maja         | "Boom Boom Pow"                    | The Black Eyed Peas           | [ 22 ]        |
| 30 maja         | "Boom Boom Pow"                    | The Black Eyed Peas           | [ 23 ]        |
| 6 czerwca       | "Boom Boom Pow"                    | The Black Eyed Peas           | [ 24 ]        |
| 13 czerwca      | "Boom Boom Pow"                    | The Black Eyed Peas           | [ 25 ]        |
| 20 czerwca      | "Boom Boom Pow"                    | The Black Eyed Peas           | [ 26 ]        |
| 27 czerwca      | "Boom Boom Pow"                    | The Black Eyed Peas           | [ 27 ]        |
| 4 lipca         | "Boom Boom Pow"                    | The Black Eyed Peas           | [ 28 ]        |
| 11 lipca        | "I Gotta Feeling"                  | The Black Eyed Peas           | [ 29 ]        |
| 18 lipca        | "I Gotta Feeling"                  | The Black Eyed Peas           | [ 30 ]        |
| 25 lipca        | "I Gotta Feeling"                  | The Black Eyed Peas           | [ 31 ]        |
| 1 sierpnia      | "I Gotta Feeling"                  | The Black Eyed Peas           | [ 32 ]        |
| 8 sierpnia      | "I Gotta Feeling"                  | The Black Eyed Peas           | [ 33 ]        |
| 15 sierpnia     | "I Gotta Feeling"                  | The Black Eyed Peas           | [ 34 ]        |
| 22 sierpnia     | "I Gotta Feeling"                  | The Black Eyed Peas           | [ 35 ]        |
| 29 sierpnia     | "I Gotta Feeling"                  | The Black Eyed Peas           | [ 36 ]        |
| 5 września      | "I Gotta Feeling"                  | The Black Eyed Peas           | [ 37 ]        |
| 12 września     | "I Gotta Feeling"                  | The Black Eyed Peas           | [ 38 ]        |
| 19 września     | "I Gotta Feeling"                  | The Black Eyed Peas           | [ 39 ]        |
| 26 września     | "I Gotta Feeling"                  | The Black Eyed Peas           | [ 40 ]        |
| 3 października  | "I Gotta Feeling"                  | The Black Eyed Peas           | [ 41 ]        |
| 10 października | "I Gotta Feeling"                  | The Black Eyed Peas           | [ 42 ]        |
| 17 października | "Down"                             | Jay Sean feat. Lil Wayne      | [ 43 ]        |
| 24 października | "3"                                | Britney Spears                | [ 44 ]        |
| 31 października | "Down"                             | Jay Sean feat. Lil Wayne      | [ 45 ]        |
| 7 listopada     | "Fireflies"                        | Owl City                      | [ 46 ]        |
| 14 listopada    | "Whatcha Say"                      | Jason Derülo                  | [ 47 ]        |
| 21 listopada    | "Fireflies"                        | Owl City                      | [ 48 ]        |
| 28 listopada    | "Empire State of Mind"             | Jay-Z i Alicia Keys           | [ 49 ]        |
| 5 grudnia       | "Empire State of Mind"             | Jay-Z i Alicia Keys           | [ 50 ]        |
| 12 grudnia      | "Empire State of Mind"             | Jay-Z i Alicia Keys           | [ 51 ]        |
| 19 grudnia      | "Empire State of Mind"             | Jay-Z i Alicia Keys           | [ 52 ]        |
| 26 grudnia      | "Empire State of Mind"             | Jay-Z i Alicia Keys           | [ 53 ]        |